# Tekken Advance
Tekken Advance is een computerspel uit 2001, uitgegeven voor de Game Boy Advance. Het spel volgt de evenementen van Tekken 3 en gebruikt de sprites uit Tekken Tag Tournament. Het is een spin-off in de Tekken-serie.
Tekken Advance is het eerste Tekken-spel op een handheld, waarbij de besturing flink vereenvoudigd moest worden met slechts twee actieknoppen en twee schouderknoppen. Het spel introduceert een zijstapsysteem waarmee Tekken Advance een 3D-gevoel geeft. Tekken Advance heeft ook nieuwe elementen in de serie toegevoegd, waaronder verschillende soorten verlammingen na een uitgevoerde aanval.

## Personages
- Forest Law
- Gun Jack
- Heihachi Mishima
- Hwoarang
- Jin Kazama
- King
- Ling Xiaoyu
- Nina Williams
- Paul Phoenix
- Yoshimitsu
- Steve Fox

## Ontvangst
| Beoordeeld door                     | Jaar | Score |
| ----------------------------------- | ---- | ----- |
| GameSpy                             | 2002 | 88%   |
| IGN                                 | 2002 | 85%   |
| Game Informer Magazine              | 2002 | 85%   |
| Gaming Target                       | 2002 | 84%   |
| The Video Game Critic               | 2004 | 83%   |
| Game Informer Magazine              | 2002 | 80%   |
| GamePro (US)                        | 2002 | 80%   |
| GameSpot                            | 2002 | 80%   |
| Jeuxvideo.com                       | 2002 | 70%   |
| Digital Press - Classic Video Games | 2005 | 60%   |